# STS-128
STS-128 var en rymdfärd i USA:s rymdfärjeprogram med rymdfärjan Discovery till rymdstationen ISS, som pågick mellan den 29 augusti (svensk sommartid) och den 12 september 2009 (svensk sommartid).
Den svenske astronauten Christer Fuglesang ingick i besättningen som uppdragsspecialist och gjorde sin andra rymdfärd.
De två första landningstillfällena på Kennedy Space Center klockan 01 samt klockan 02 svensk tid fredag den 11 september avstods på grund av dåligt väder. Även de båda landningstillfällena på Kennedy Space Center på fredag 11 september klockan 23.48 och lördag 12 september klockan 01.23 svensk tid avstods på grund av fortsatt dåligt väder. Discovery landade på Edwards Air Force Base i Kalifornien den 12 september kl. 02.53 svensk tid.
Under uppdraget firade Discovery tjugofem år i tjänst, hennes första rymdfärd STS-41-D ägde rum 30 augusti 1984.

## Uppdragets mål
Uppdragets huvudmål var att utföra service och underhåll på ISS, leverera utrustning ur den medhavda Multi-Purpose Logistics Module (MPLM) Leonardo, samt byta ut en besättningsmedlem i ISS Expedition 20.
Den Europeiska rymdorganisationen ESA:s uppdrag som flögs med STS-128 kallas Alissé-uppdraget. Under uppdraget ansvarade ESA-astronauten Christer Fuglesang för verksamheter som innefattade den Italienbyggda MPLM-modulen (Multi-Purpose Logistics Module) Leonardo uppkallad efter Leonardo da Vinci och deltog i två av de tre planerade rymdpromenaderna. Uppdraget Alissé är uppkallat efter den passadvind som europeiska sjömän i Christofer Columbus spår utnyttjade för att nå den Nya världen.

## Aktiviteter

### Före uppskjutning
Starten försenades tre gånger. Den första gången på grund av vädret, den andra på grund av misstänkt felfunktion hos en bränsleventil, och den tredje gången för att teknikerna ville undersöka den felrapporterade bränsleventilen mer noggrant.
- 26 juli. Discovery rullade ut från sin hangar till Vehichle Assembly Building där hon förbereddes för start.
- 4 augusti. Discovery rullade ut till startplatta 39A.
- 25 augusti. Planerad start klockan 01:36:02 EDT avbröts 11 minuter före start på grund av dåligt väder. Ny starttid sattes till 26 augusti klockan 00:22 EDT. Klockan 17:52 EDT (6 timmar och 30 minuter före T) avbröts starten igen, nu på grund av felindikation hos en bränsleventil. Ny start sattes till 28 augusti klockan 00:22 EDT
- 26 augusti. Undersökning av den krånglande ventilen. Besättningen ledig.
- 27 augusti. Starten flyttades igen på grund av att man vill ha mer tid att testa den krånglande ventilen, nu till 28 augusti 23:59 EDT. Besättningen var ledig och Christer Fuglesang twittrade att han cyklat på stranden med sin son Rutger och tittat på en film om Apollo 11.

### Aktiviteter dag för dag

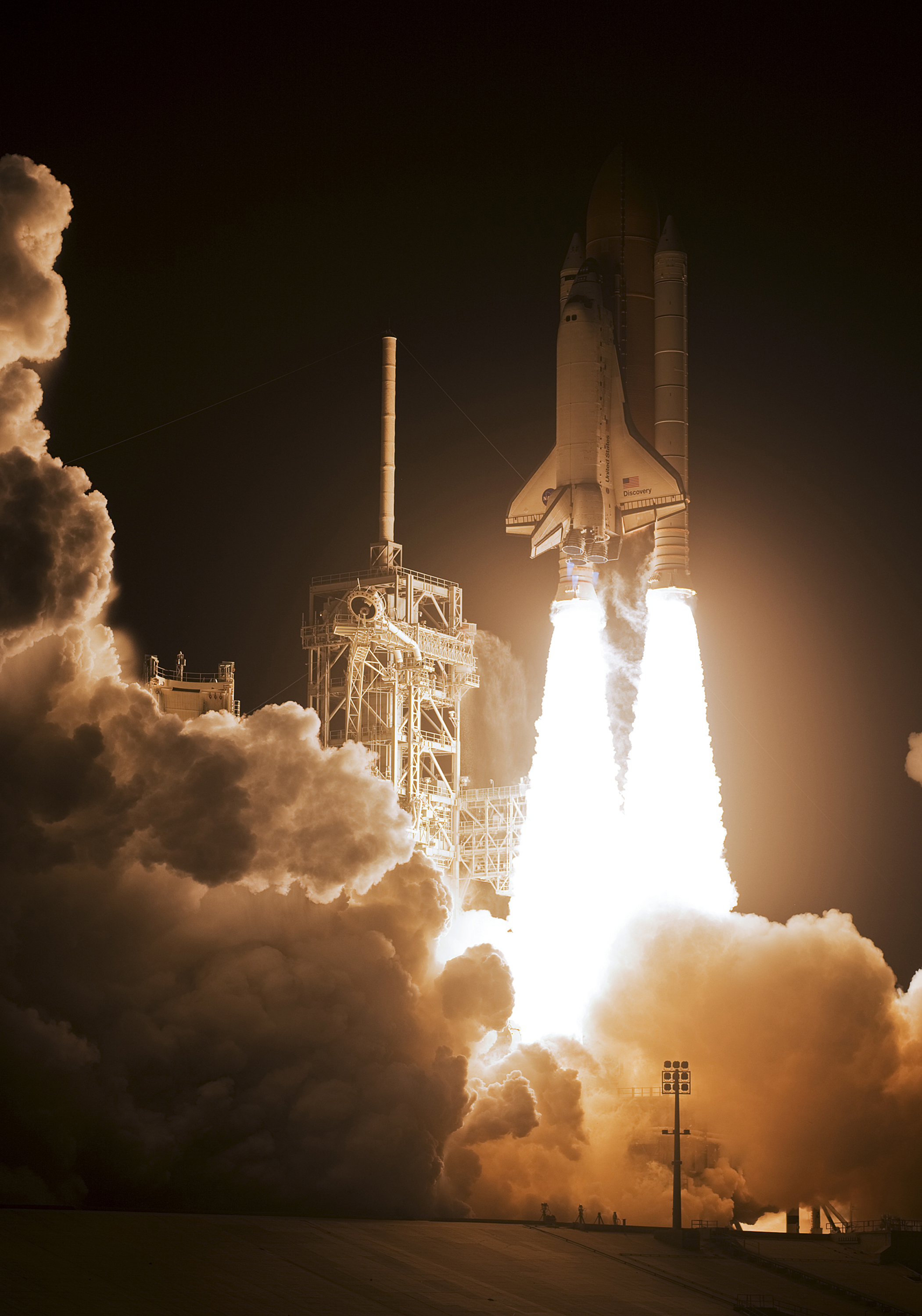
Discovery startar från Kennedy Space Center den 29 augusti 2009 klockan 05.59 svensk sommartid

Dag 1: Lyckad start den 29 augusti klockan 05.59 svensk sommartid  från Kennedy Space Center. Den 8 minuter långa färden till rymden gick enligt planerna. Discoverys lastrumsdörrar öppnades.
Dag 2: Besättningen undersökte Discoverys värmesköldar med hjälp av robotarmen. Förberedelser gjordes inför dockningen med ISS.
Dag 3: Discovery dockade med ISS kl. 02.54 svensk tid. När Discovery befann sig under ISS genomförde befälhavare Rick Sturckow en bakåtflip med Discovery så att rymdstationens besättningsmedlemmar kunde ta bilder av färjans värmesköldar. Efter läcktester mellan de två rymdskeppen så kunde Discoverys besättning och ISS-besättningen börja arbeta tillsammans.
Dag 4: MPLM Leonardo (en slags trycksatt lastcontainer) flyttades med hjälp av Canadarm2 från rymdfärjans lastutrymme till nadirporten på servicmodulen Harmony, där dess innehåll sedan lastades av under följande dagar. I innehållet fanns, bland experimenten, ett löpband för träning kallat C.O.L.B.E.R.T och en sovstation för tillfällig placering i det japanska laboratoriet Kibō. Även förberedelser inför EVA 1.
Dag 5: Olivas och Stott utförde den första rymdpromenaden, se avsnitt EVA 1 nedan. 
Dag 6: Besättningen fortsatte med att föra över material till ISS, samt förberedde sig inför EVA 2.
Dag 7: Olivas och Fuglesang utförde den andra rymdpromenaden, se avsnitt EVA 2 nedan. Överföringar av utrustning till ISS fortsatte.
Dag 8: Dagen började med ledig tid och sedan hölls en presskonferens tillsammans med Expedition 20. Fuglesang berättade att hans första rymdpromenad denna gång hade varit spännande och att han tyckte det hade varit överraskande lätt att hantera den stora och tunga tanken (se avsnitt EVA 2). På fråga från Tidningarnas Telegrambyrå (TT) om hur Fuglesang kände inför att nästkommande morgon göra sin sista rymdpromenad, svarade han att det 
kändes både bra och nostalgiskt. Han hoppades att den skulle gå bra, men att det nog skulle komma att kännas vemodigt att stänga luckan vid promenadens slut. Han berättande att han var tacksam över att ha fått göra sina två rymdresor och att utsikten att få göra ytterligare resa var liten. Han tillade att han gärna ville om han skulle bli uttagen men att han också tyckte det var dags för andra att ta vid. Besättningen fortsatte sedan med att föra över material till ISS, samt förberedde inför EVA 3.
Dag 9: Olivas och Fuglesang utförde den tredje och sista rymdpromenaden, se avsnitt EVA 3 nedan.
Dag 10: Besättningen hade en stor del av dagen ledig. Christer Fuglesang medverkade även i en direktsänd tv-intervju med SVT.
Dag 11: De sista överföringarna mellan Discovery och ISS genomfördes. MPLM (Leonardo) lastades tillbaka till Discoverys lastrum.
Dag 12: Discovery separerade från ISS klockan 21.26 svensk tid. Piloten Kevin Ford styrde rymdfärjan den sedvanliga turen runt ISS så besättningen kunde fotografera rymdstationen från alla håll. De rutinmässiga sista kontrollerna av rymdfärjans värmesköldar genomfördes.
Dag 13: Förberedelser inför landningen genomfördes och man tog in antenn, robotarm samt stängde lastrumsdörrarna.
Dag 14: Två landningstillfällen avstods på grund av dåligt väder över Kennedy Space Center. 
Dag 15: Fortsatt dåligt väder i Florida gjorde att man avstod ytterligare två landningstillfällen på Kennedy Space Center. Discovery gjorde en lyckad landning på Edwards Air Force Base i Kalifornien klockan 02.53 svensk tid. Därmed avslutade Discovery uppdraget och sin 37:e rymdfärd efter 219 varv runt jorden.

### Rymdpromenader

#### EVA 1
Utbyte av en ammoniaktank på P1 truss påbörjades genom att den befintliga tanken lossades och lyftes undan av astronauterna och därefter hämtades av Canadarm2 där den kvarstannade till slutet på EVA 2. ESA experiment som fanns på utsidan av Columbus flyttades till Discoverys lastutrymme. Rymdpromenaden utfördes av John Olivas och Nicole Stott och varade sex timmar och trettiofem minuter, fem minuter längre än planerat.

#### EVA 2
Den nya ammoniaktanken hämtades från Discoverys lastutrymme och anslöts till sin plats på truss. Därefter lastades den gamla tanken ombord på rymdfärjan för transport tillbaka till jorden. Den över 800 kilo tunga nya ammoniaktanken var det tyngsta föremål som dittills hade hanterats av astronauter på rymdpromenad. Christer Fuglesang blev under denna rymdpromenad den första icke NASA-astronaut eller Kosmonaut med fler än tre utförda rymdpromenader. Rymdpromenaden utfördes av John Olivas och Christer Fuglesang och varade i sex timmar och trettionio minuter, nio minuter längre än planerat.

#### EVA 3
Rymdpromenaden utfördes av John Olivas och Christer Fuglesang. Först utförde de båda astronauterna en uppgift som var kvarstående efter förra uppdraget STS-127, och installerade en fästanordning på S3 truss för en slags lastpall som skulle komma till ISS med nästa uppdrag STS-129. Därefter bytte de ut ett trasigt gyroskop på S0 truss. Olivas förberedde modulen Tranquilitys ankomst genom att dra värmekablar till nadir-porten på Unity, medan Fuglesang bytte ut en trasig fjärrkontrollerad strömbrytare på S0 truss. Därefter återförenades astronauterna på S0 och samlade ihop och fäste upp kablar till ISS flygelektronik, med hjälp av ståltråd. Olivas tog bort en skadad kabel på Unity medan Fuglesang installerade ett lins-skydd på en kamera och en strålkastare på Canadarm2. Rymdpromenaden varade i sju timmar och en minut, trettioen minuter längre än planerat.

## Besättning
- USA - Frederick W. Sturckow befälhavare. Tidigare rymdfärder: STS-88, STS-105, STS-117
- USA - Kevin A. Ford pilot. Inga tidigare rymdfärder.
- USA - John D. Olivas uppdragsspecialist. Tidigare rymdfärder: STS-117
- USA - Patrick G. Forrester uppdragsspecialist. Tidigare rymdfärder: STS-105, STS-117
- USA - Jose M. Hernandez uppdragsspecialist. Inga tidigare rymdfärder.
- Sverige - Christer Fuglesang uppdragsspecialist. Tidigare rymdfärder: STS-116

### ISS-besättning som bytes under detta uppdrag
- USA - Nicole P. Stott reste med Discovery till ISS.  Inga tidigare rymdfärder.
- USA - Timothy Kopra reste med Discovery tillbaka till jorden efter sin första rymdfärd som medlem av Expedition 19 och Expedition 20 på ISS.

## Väckningar
Under Geminiprogrammet började NASA spela musik för besättningar och sedan Apollo 15 har man varje "morgon" väckt besättningen med ett särskilt musikstycke, särskilt utvalt antingen för en enskild astronaut eller för de förhållanden som råder.
| Dag | Låt                        | Artist/Kompositör       | Spelad för            | Länk    |
| --- | -------------------------- | ----------------------- | --------------------- | ------- |
| 2   | “Back In The Saddle Again” | Gene Autry              | Frederick W. Sturckow | wav mp3 |
| 3   | “Made to Love”             | TobyMac                 | Nicole P. Stott       | wav mp3 |
| 4   | “Mi Tierra”                | Gloria Estefan          | José Hernández        | wav mp3 |
| 5   | “Indiana, Our Indiana”     | Indiana University Band | Kevin A. Ford         | wav mp3 |
| 6   | “What a Wonderful World”   | Louis Armstrong         | Christer Fuglesang    | wav mp3 |
| 7   | “There is a God”           | 33Miles                 | Patrick G. Forrester  | wav mp3 |
| 8   | “What a Wonderful World”   | Louis Armstrong         | Danny Olivas          | wav mp3 |
| 9   | “El Hijo del Pueblo”       | José Alfredo Jiménez    | José Hernández        |         |
| 10  | “Rocket”                   | Andrew Peterson         | Patrick G. Forrester  | wav     |
| 11  | “Only One”                 | Jeremy Kay              | John D. Olivas        | wav     |
| 12  | "Beautiful Day"            | U2                      | Timothy Kopra         | wav     |
| 13  | "Sailing"                  | Rod Stewart             | Christer Fuglesang    | wav     |
| 14  | "Good Day Sunshine"        | The Beatles             | Kevin A. Ford         | wav     |
| 15  | "Big Boy Toys"             | Aaron Tippin            | Frederick W. Sturckow | wav     |

## Galleri

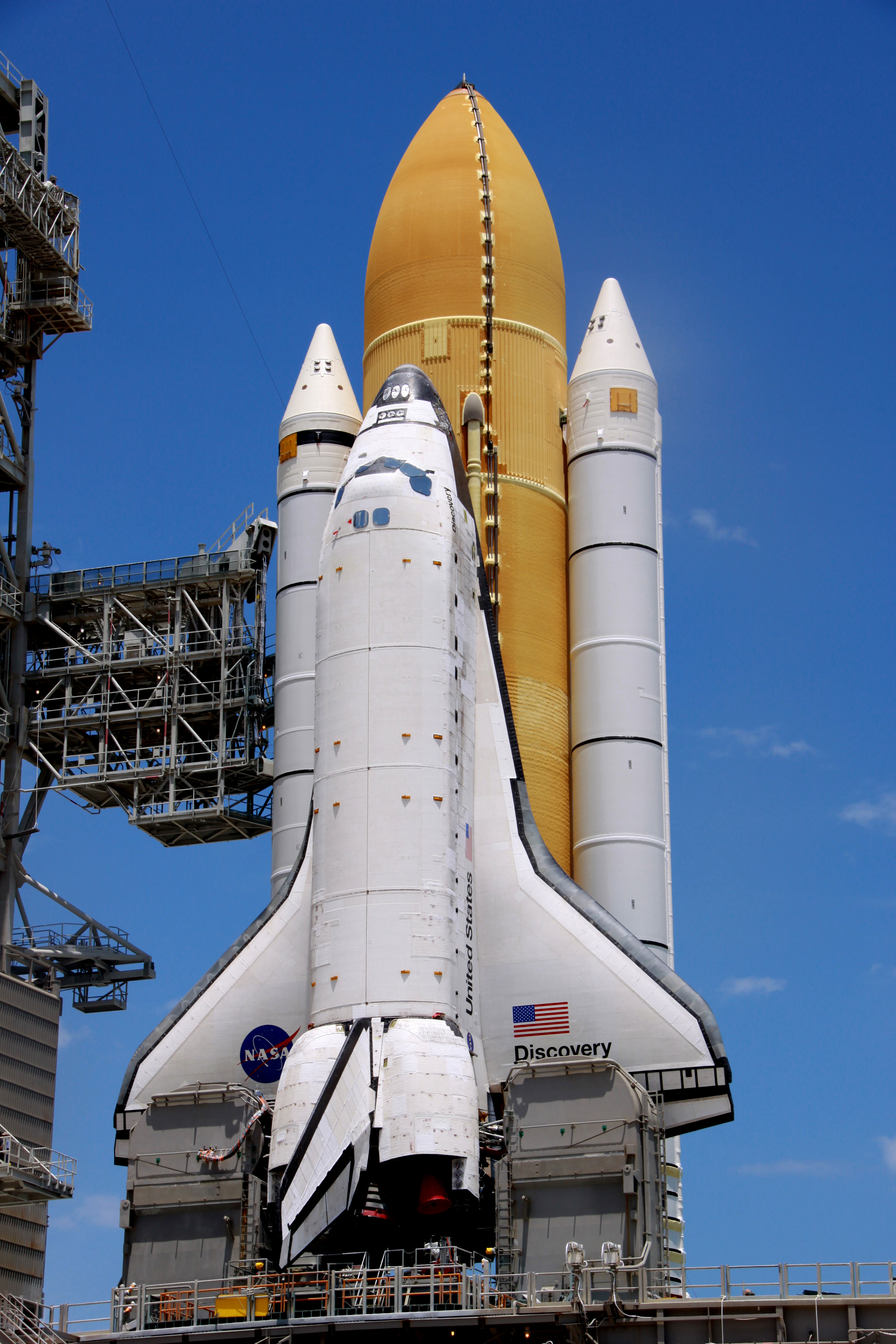
Discovery på startplatta 39A innan start.
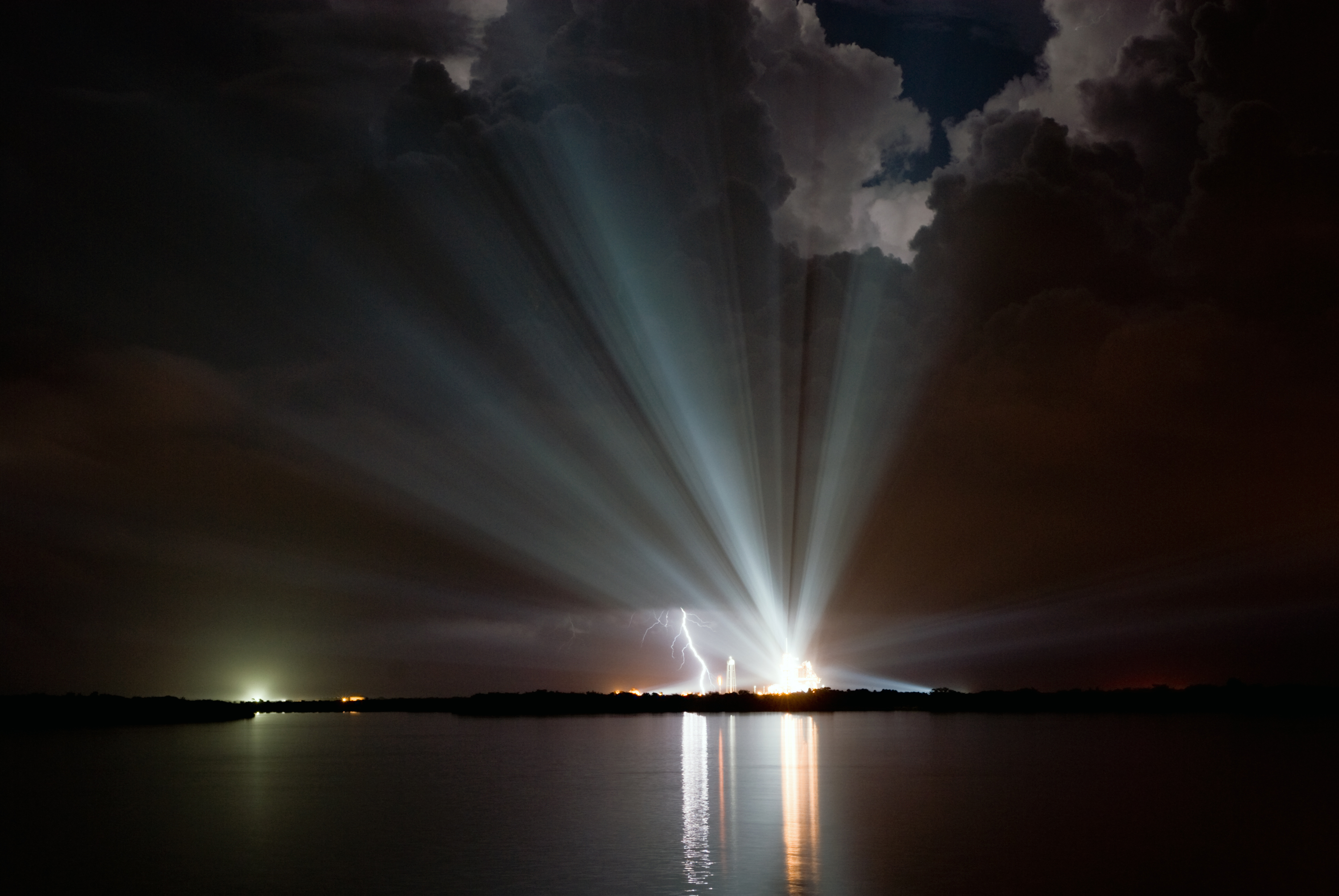
Ovädret som orsakade det första avbrutna startförsöket.
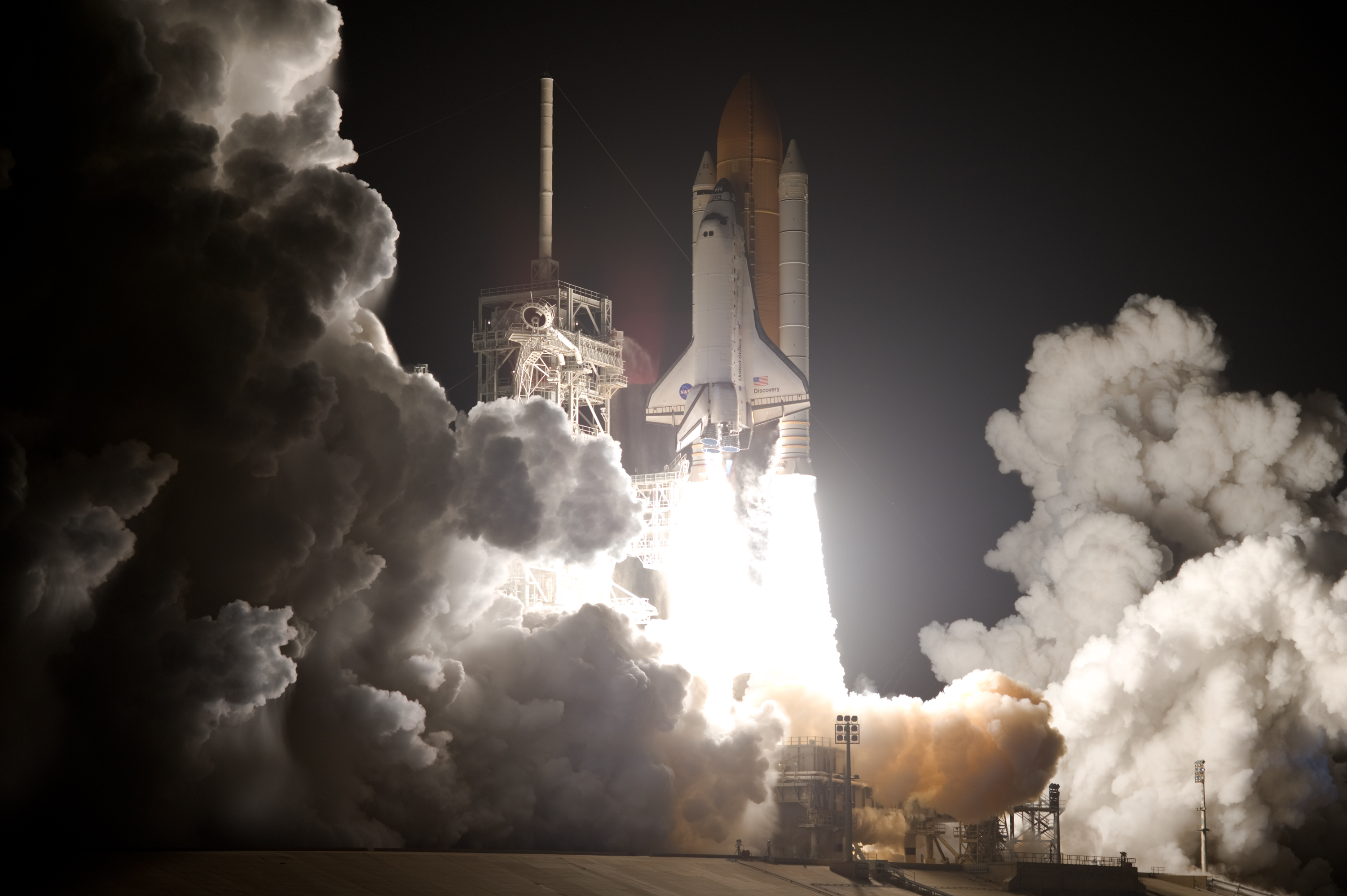
Discovery startar från Kennedy Space Center.
- Video som visar starten.
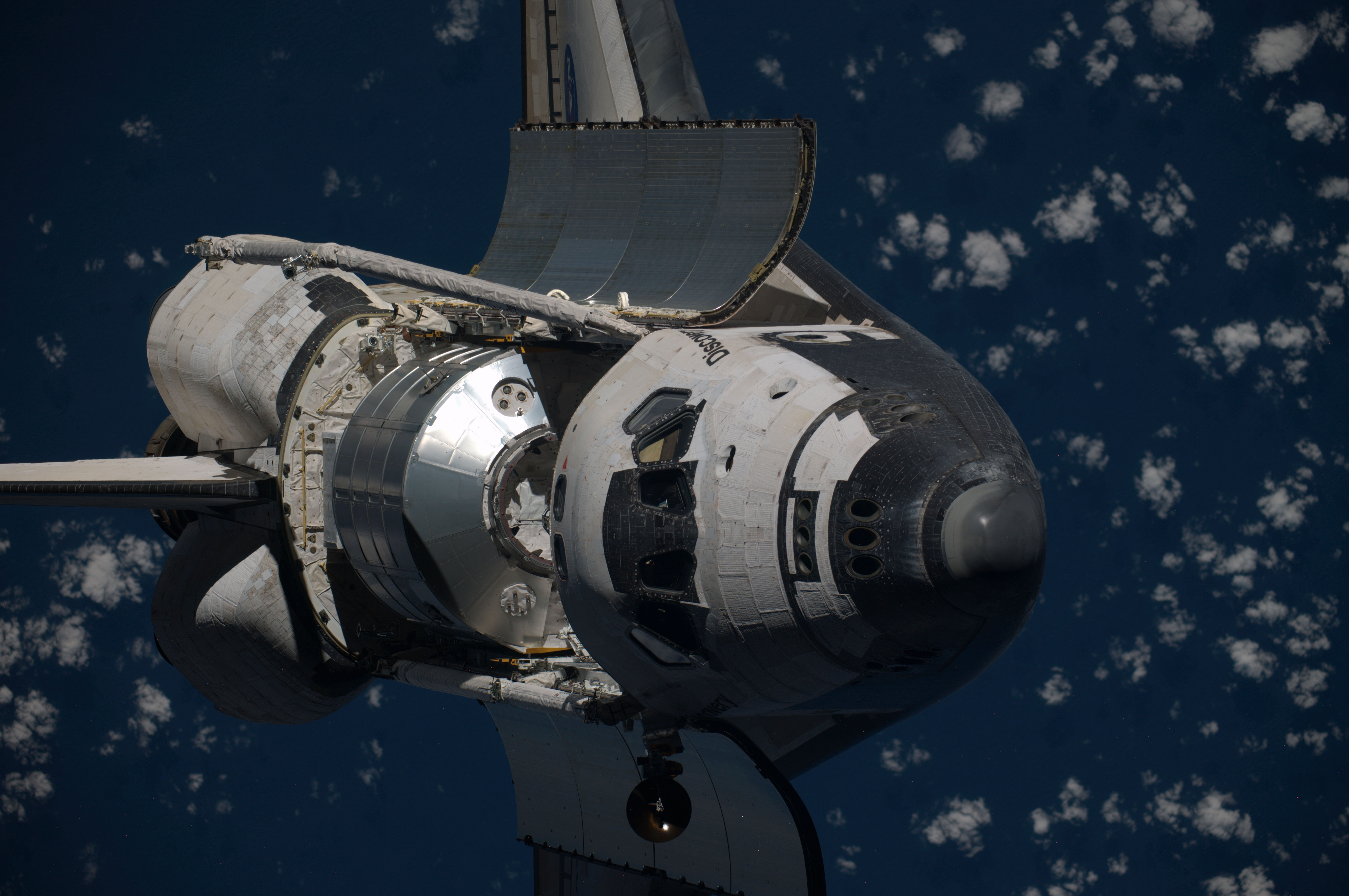
Discovery under bakåtvolten innan dockning med ISS. MPLM Leonardo syns i det öppna lastrummet.
- Video från första rymdpromenaden EVA-1.
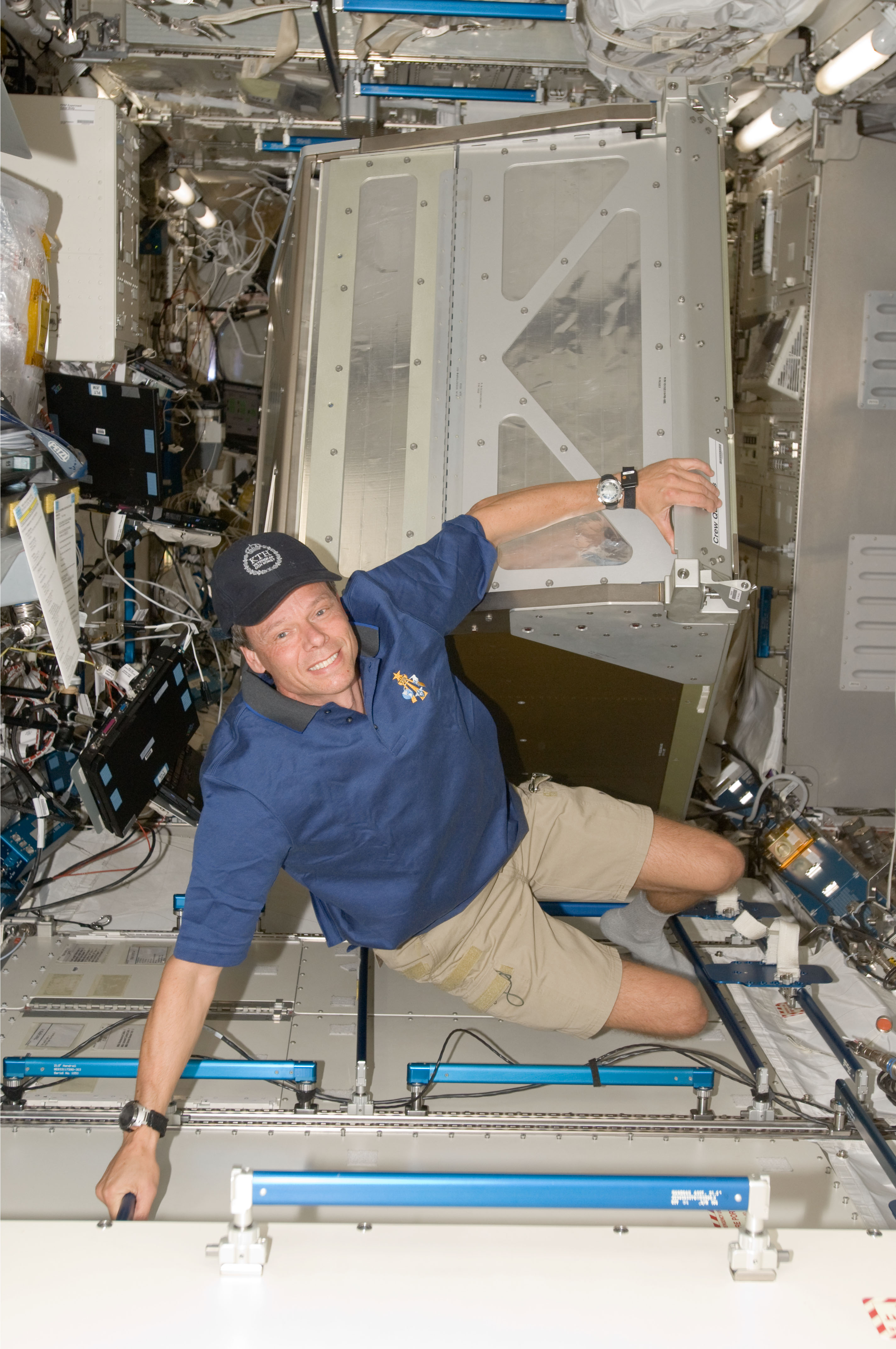
Christer Fuglesang under installation av sovstationen i det japanska laboratoriet Kibō under dag 6.
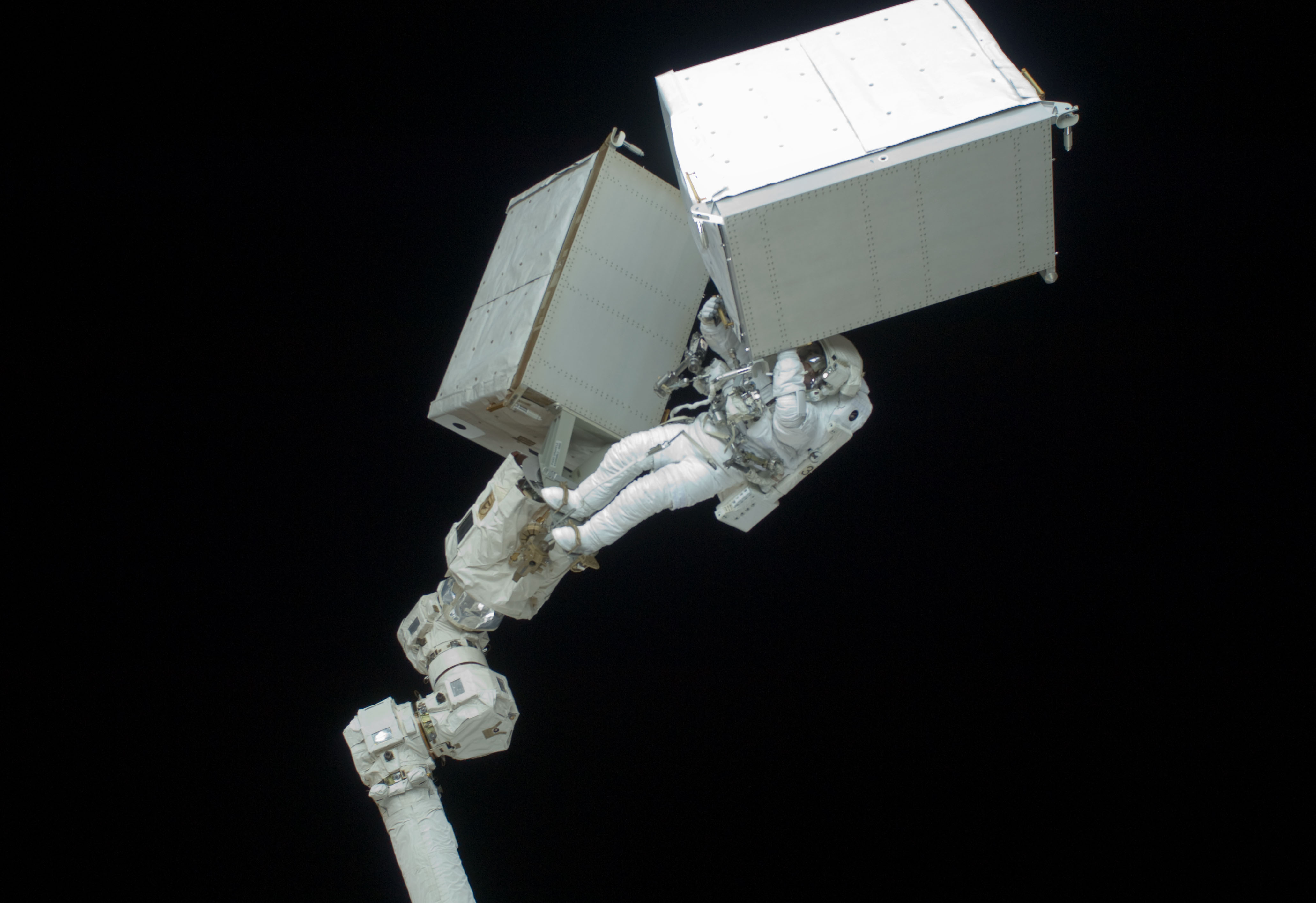
Christer Fuglesang och de båda ammoniaktankarna under EVA 2 den 3 september 2009.
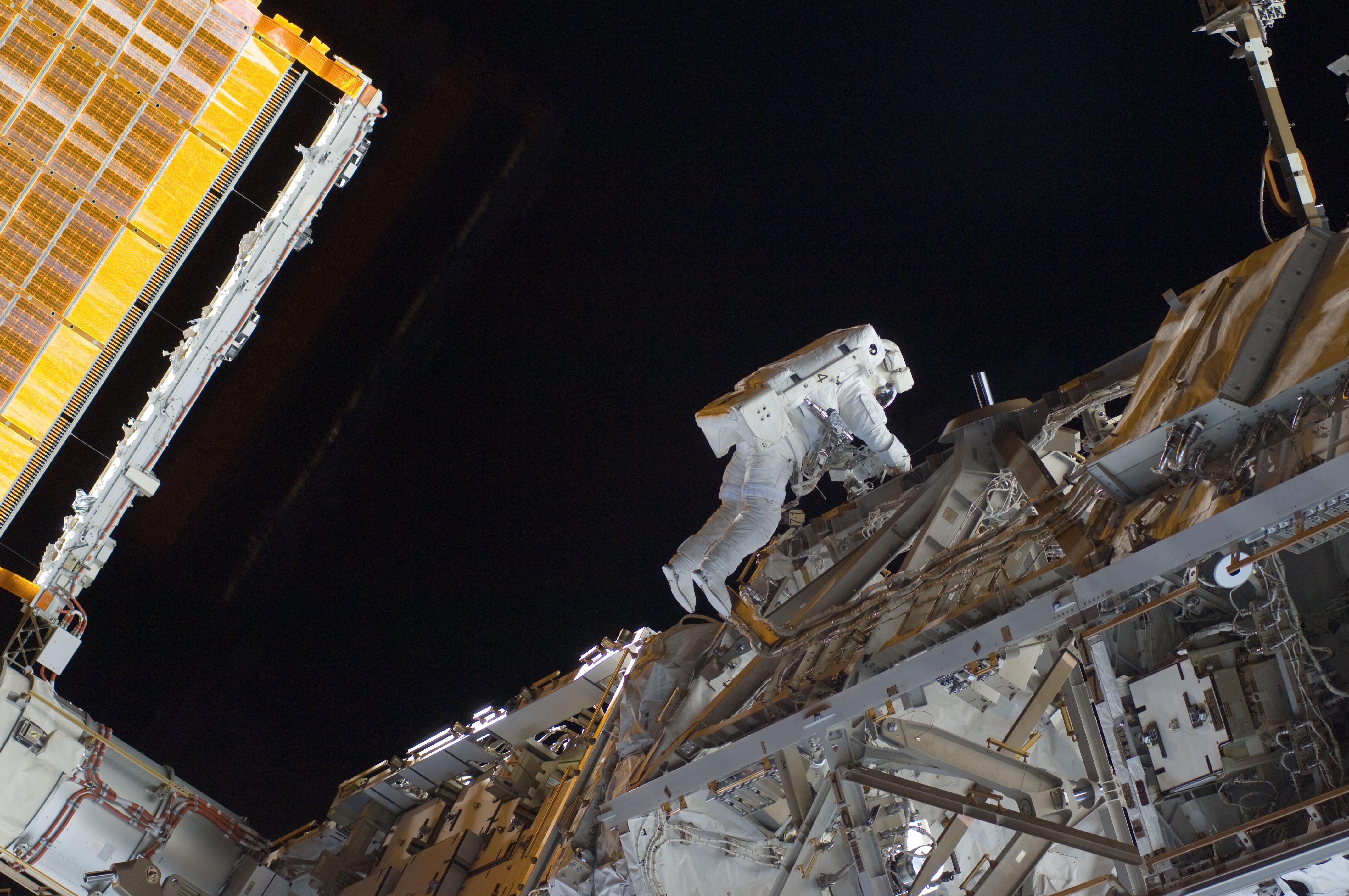
Christer Fuglesang under EVA 3 den 6 september 2009.
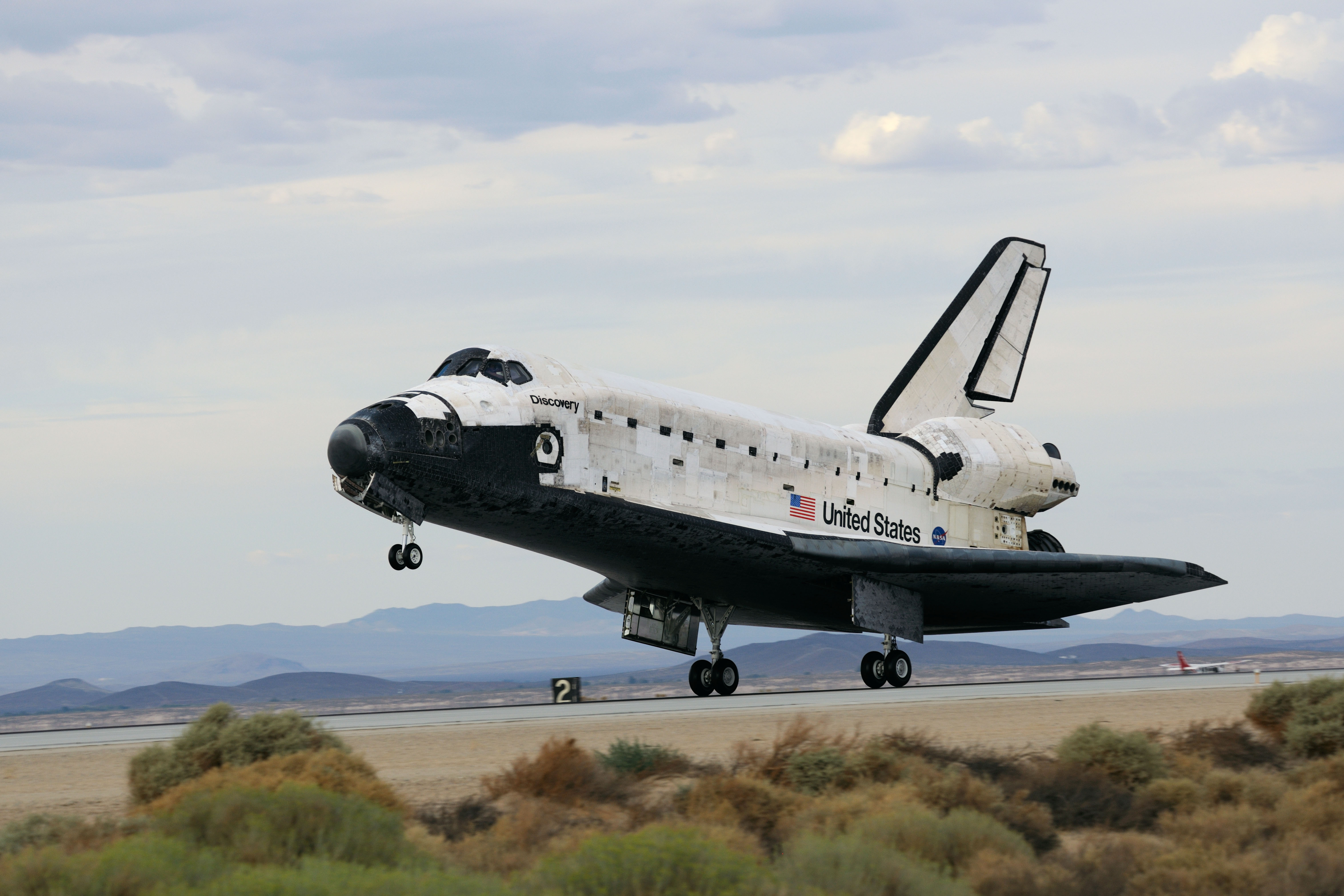
Discovery STS-128 landar på Edwards Air Force Base i Kalifornien den 12 september klockan 02.53 svensk tid.